# (569) Misa
(569) Misa es un asteroide perteneciente al cinturón de asteroides descubierto el 27 de julio de 1905 por Johann Palisa desde el observatorio de Viena, Austria.
Está nombrado por Misa, una divinidad de los misterios órficos.